# كارلوس إيرنيستو سيسنيروس
كارلوس إيرنيستو سيسنيروس (بالإسبانية: Carlos Cisneros) هو لاعب كرة قدم مكسيكي، ولد في 8 أغسطس 1993 في غوادالاخارا في المكسيك. لعب مع نادي غوادالاخارا.

## وصلات خارجية
- كارلوس إيرنيستو سيسنيروس على موقع قاعدة بيانات كرة القدم.إي يو (الإنجليزية)
- كارلوس إيرنيستو سيسنيروس على موقع Soccerway.com (الإنجليزية)
- كارلوس إيرنيستو سيسنيروس على موقع اللجنة الأولمبية الدولية (الإنجليزية)
- كارلوس إيرنيستو سيسنيروس على موقع أوليمبيديا (الإنجليزية)
- كارلوس إيرنيستو سيسنيروس على موقع AS.com (الإسبانية)